# Šata
Šata je řeka na západě Litvy, v Žemaitsku, v Klajpedském kraji, pramení 2 km jihozápadně od vsi Mikytai (okres Skuodas). Teče zpočátku směrem severním, po průtoku dvěma jezery se stáčí směrem západoseverozápadním, teče po severovýchodním okraji městysu Šatės, u vsi Lyksūdė protéká rybníkem, míjí od jihu historické sídlo Apuolė a do řeky Luoba se vlévá 6 km na východ od okresního města Skuodas jako její levý přítok 9,2 km od jejího ústí do Bartuvy.

## Přítoky
Levé:
| Hydrologické pořadí | Řeka  | Délka (km) | Povodí (km²) | Vzdálenost od ústí (km) | Ústí kde   | Koordináty ústí |
| ------------------- | ----- | ---------- | ------------ | ----------------------- | ---------- | --------------- |
| 20012133            | Ersla | 10,7       | 15,4         | 8,0                     | Juknaičiai |                 |
| 20012134            | Š - 1 | 3,3        | 4,3          | 4,5                     | Apuolė     |                 |

Pravé:
| Hydrologické pořadí | Řeka    | Délka (km) | Povodí (km²) | Vzdálenost od ústí (km) | Ústí kde    | Koordináty ústí |
| ------------------- | ------- | ---------- | ------------ | ----------------------- | ----------- | --------------- |
| 20012128            | Š - 2   | 5,0        | 5,2          | 23,8                    | Lukošaičiai |                 |
| 20012129            | Vabalas | 5,1        | 6,1          | 19,0                    | Lyksūdė     |                 |
| 20012131            | Katupis | 5,6        | 12,2         | 15,2                    | Laumaičiai  |                 |